# Portada/efemèride juny 24
Elizabeth Lee Hazen
« 23 de juny · 24 de juny · 25 de juny »